# Vnorovy
Vnorovy (dříve, lidmi zaužíváno a v místním nářečí Znorovy ; německy Wnorau) jsou obec v okrese Hodonín v Jihomoravském kraji, v nadmořské výšce 182 m n. m. na ploše 1689 ha. Žije zde přibližně 2 900 obyvatel. 

## Název
Název vesnice má dvě možná vysvětlení: Možnou (písemně nedoloženou) výchozí podobou jména bylo Vnorov odvozené od osobního jména Vnor, jehož významem bylo "Vnorův majetek" a které následně přešlo do množného čísla (což je proces u místních jmen poměrně častý). Osobní jméno Vnor však na území Moravy a Čech není doloženo, zato bylo časté v Polsku, kde od něj byla tvořena i jména sídel (Wnorów, Wnory a další). Protože poměrně nedaleko Vnorov (na úpatí Chřibů) leží Osvětimany pojmenované podle lidí přišlých z Osvětimi, je možné i v případě Vnorov uvažovat o přenesení jména některého polského sídla se základem Wnor-. Ze spojení s předložkou z vznikl nářeční tvar Znorovy, který se v 18. a 19. století stal i úřední podobou jména obce.

## Historie
Současná obec vznikla v roce 1960 sloučením dvou samostatných obcí Vnorovy a Lidéřovice. První zmínka o obci pochází z falza s vročením 1249, ale vzniklého v letech 1267–1275. V roce 1673 byly Vnorovy povýšeny na městečko a 13. listopadu 1908 je císař František Josef I. povýšil na městys.
V září 1938 bylo u Vnorov aktivováno polní letiště. Od 28. září do 5. října se zde nacházela pátá peruť leteckého pluku 3 s letkami 45, 49 a 53 (stíhací letouny B-534).

## Památky
V obci se nachází plastika sv. Jana Nepomuckého z roku 1747. Novobarokní kostel sv. Alžběty Durynské pochází z roku 1909. Dále se zde nachází sousoší Nejsvětější Trojice z roku 1745, kaplička P. Marie z roku 1898, zvonice v Lidéřovicích, kaplička sv. Huberta, socha sv. Floriana v Lidéřovicích z roku 1749 a několik pamětních křížů. Před školou se nachází památník odbojářky, popravené nacisty Marie Kudeříkové a vedle školy její rodný dům. Dále se před školou nachází památník Jana Skácela v podobě knihy.

## Doprava
Obcí prochází silnice I. třídy I/55, železniční trať Rohatec – Veselí nad Moravou a Baťův kanál. Vesnici obsluhují vlakové spoje linky S91 a autobusové spoje linky 910 a 911 ty jsou zaintegrovány v IDS JMK.

## Galerie

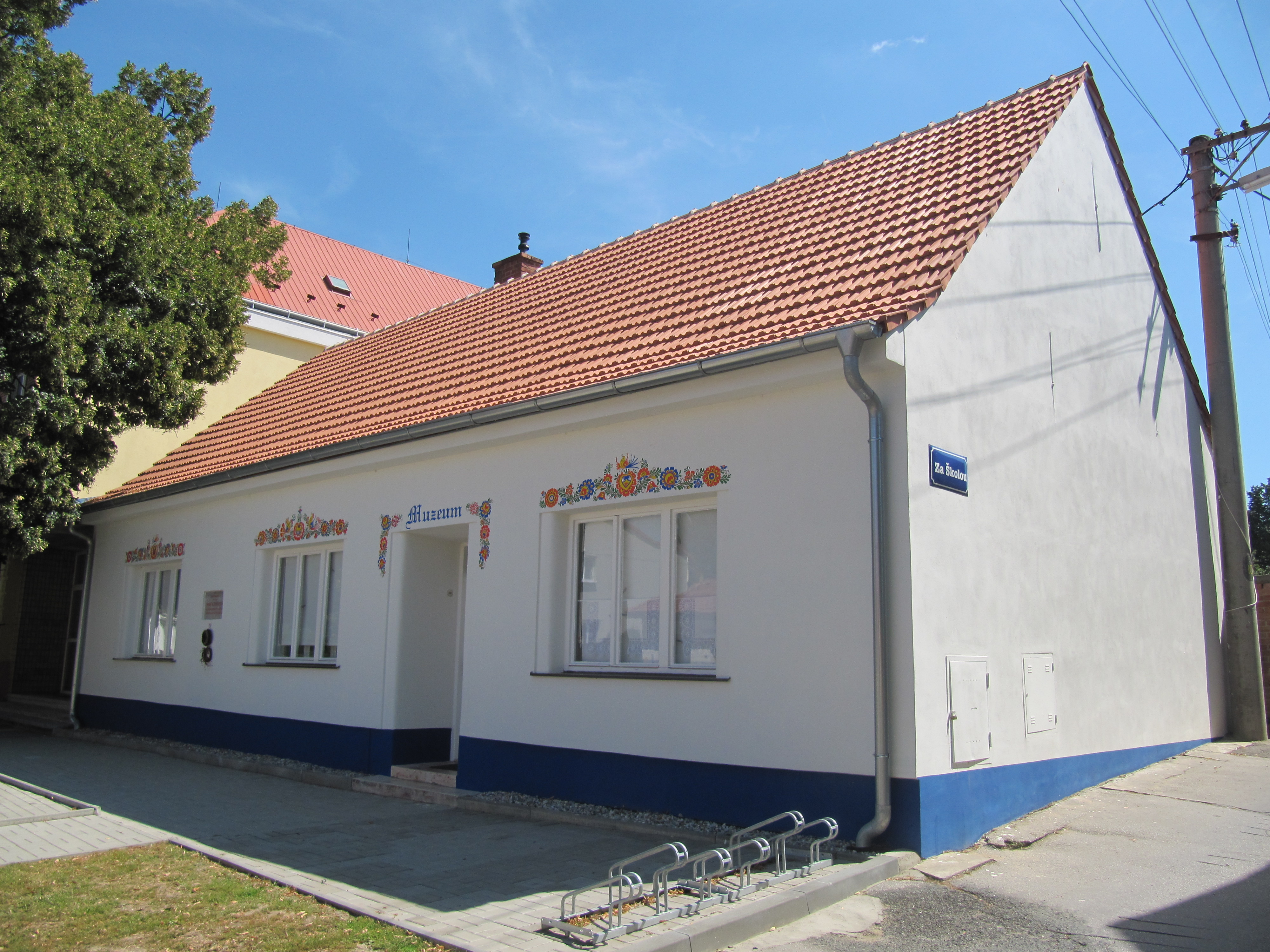
Rodný dům Marušky Kudeříkové
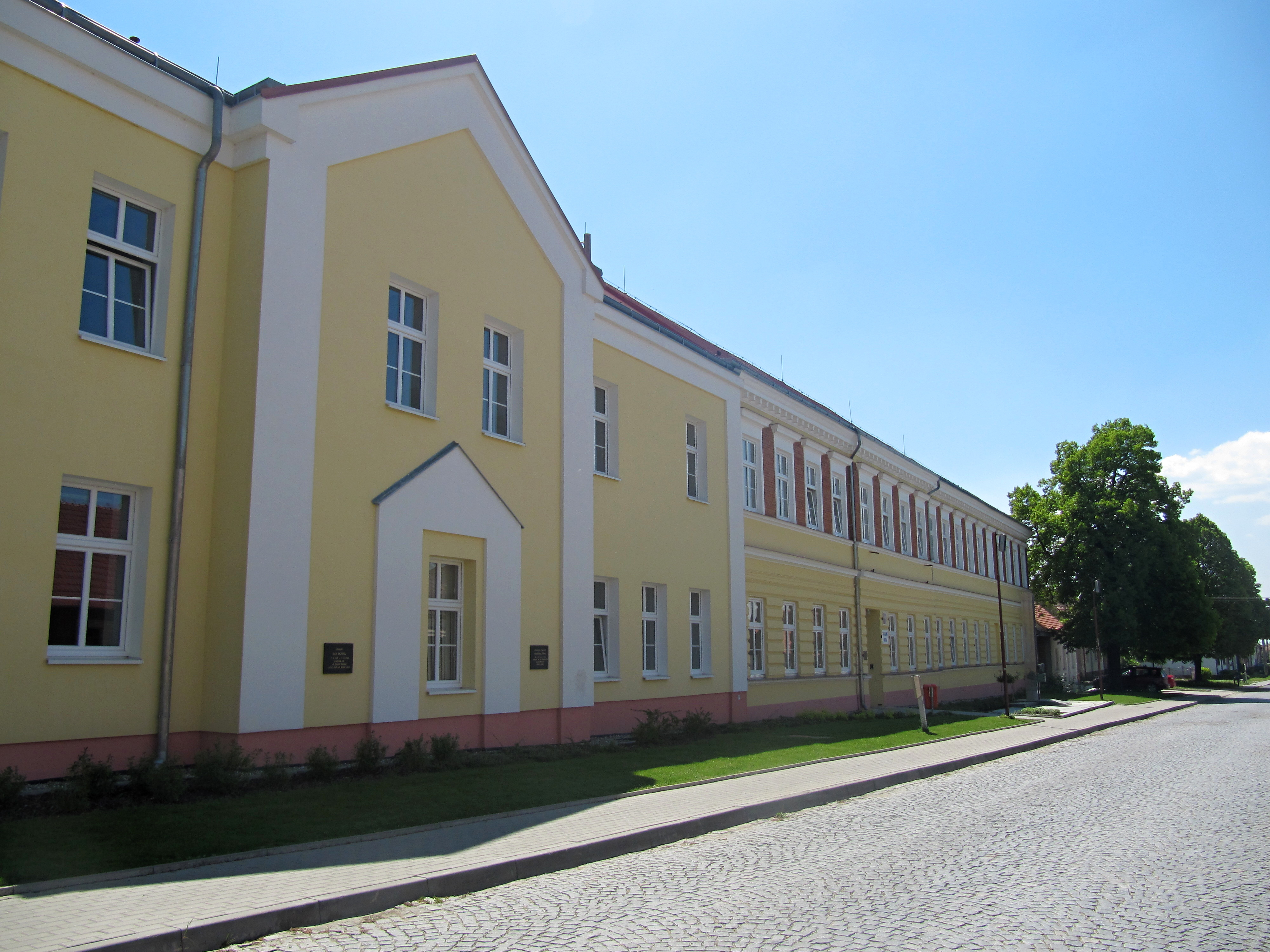
Škola, rodiště básníka Jana Skácela
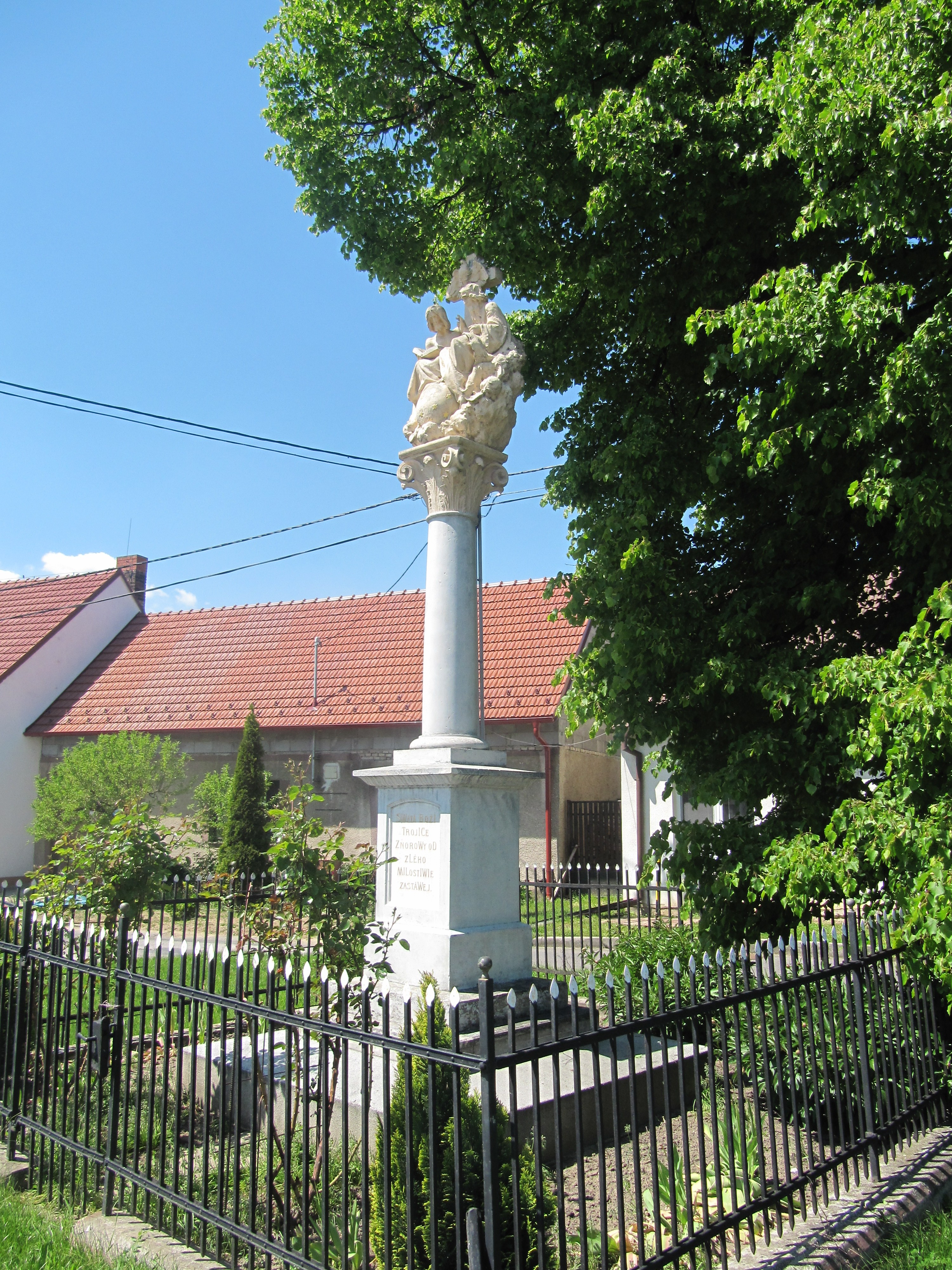
Sousoší Nejsvětější Trojice z roku 1745
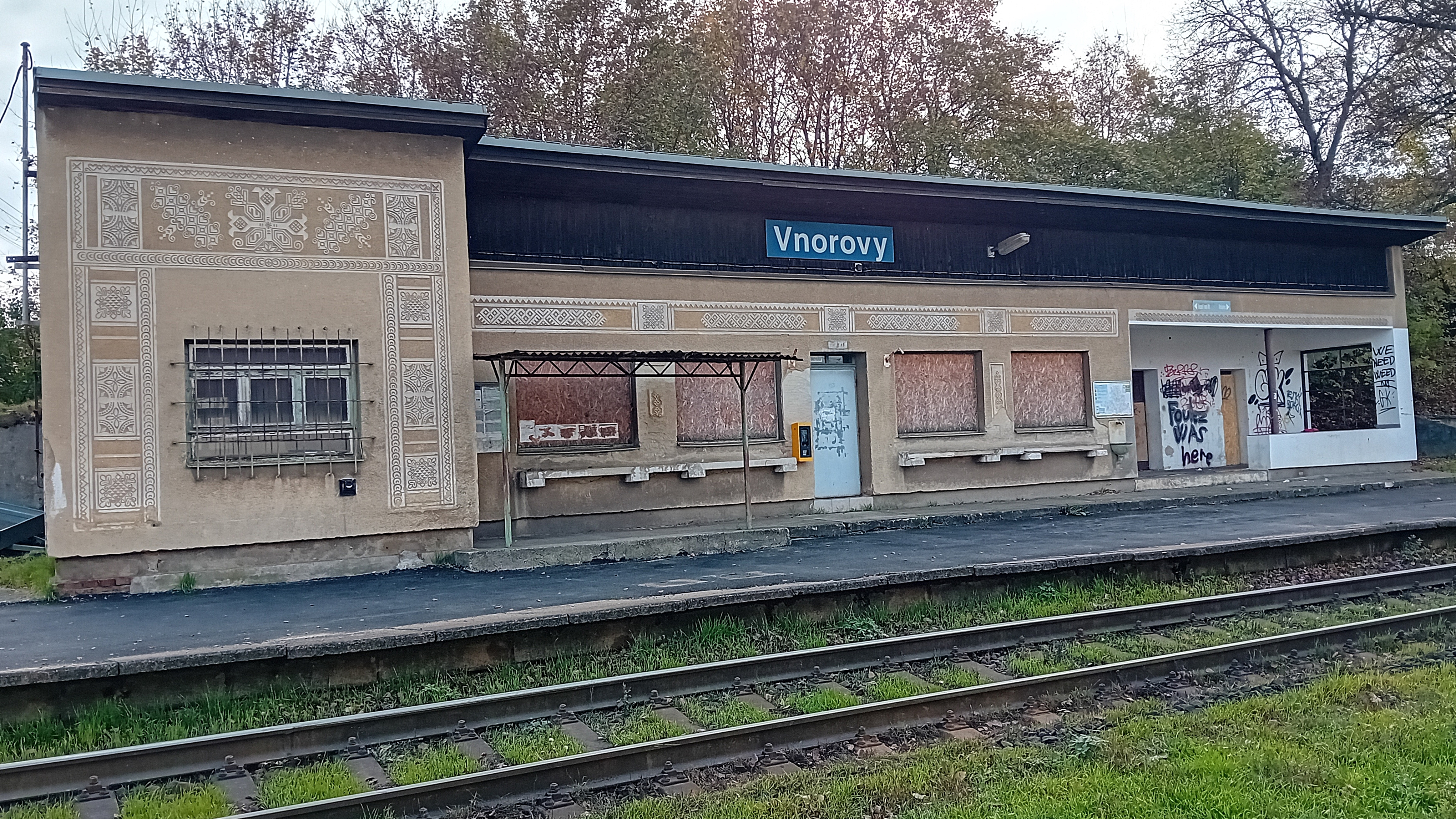
Nádražíčko

## Osobnosti
- Pardus ze Vnorov (?–?), olomoucký komorník
- Martin Húska (řečený Loquis) (?–1421), reformní husitský kněz[zdroj?]
- Georgius Zrunek (1736–1789), kněz, hudební skladatel období baroka
- František Sokolář (1851–1913), entomolog a carabidolog
- P. František Zýbal (1871–1940), kněz, spisovatel a básník
- Štěpán Polášek-Topol (1893–1964), spisovatel, dramatik a pedagog
- Jan Doležal (1902–1965), psycholog, univerzitní profesor
- Karel Chytil (1913–2002), vojenský veterán RAF, tajně svěcený kněz a biskup katolické podzemní církve
- Marie Kudeříková (1921–1943), studentka popravená nacisty za odbojovou činnost
- Jan Skácel (1922–1989), básník
- P. Pavel Zíbal (1922–2008), kněz, politický vězeň a spisovatel
- Petr Skácel (1924–1993), akademický malíř, mladší bratr básníka Jana Skácela
- Ondřej Studénka (* 1985), herec
- Jakub Tomeček (*1991), český olympionik, sportovní střelec z brokovnice

Ve Vnorovech také pobýval u svého strýce faráře hudební skladatel Leoš Janáček a působil zde kněz, filozof a spisovatel P. František Vojtek, SJ.

## Samospráva
Od roku 2010 byl několikrát zvolen starostou Antonín Gazárek. V roce 2022 jej v této funkci nahradil dřívější místostarosta Pavel Chudík.  Jedná se o vinařskou obec ležící na Slovácku ve vinařské oblasti Morava, podoblasti Slovácké (viniční tratě U svaté Anny, Vinice za sadem, Za vinohrady, Spinecko, Prostřední hora, Staré hory, Nivky, Žleby, Roviny, Vinice za sadem).
Z církevního hlediska místní římskokatolická farnost patří do olomoucké arcidiecéze, moravské církevní provincie, děkanátu Veselí nad Moravou. Místní kostel má status farní.

### Správní území
Obec leží v Jihomoravském kraji s 672 obcemi v okrese Hodonín s 82 obcemi, má status obce s rozšířenou působností a obce s pověřeným obecním úřadem je součástí správního obvodu Veselí nad Moravou s 22 obcemi. Skládá se s 2 katastrálního území a 2 části obce. Obec se dělí na dvě části, vlastní Vnorovy a vesnici Lidéřovice. Sousedními obcemi sídla jsou Strážnice, Kněždub, Kozojídky, Žeraviny, Veselí nad Moravou a Bzenec.